# Mohamed Wageh
Mohamed Mahmoud Wageh (en arabe : محمد محمود وجيه), né en 1994, est un nageur égyptien.

## Carrière
Mohamed Wageh est médaillé d'argent du relais 4 x 200 mètres nage libre aux Championnats d'Afrique de natation 2012 à Nairobi.